# Manuel G. Prieto
Gral. Manuel G. Prieto (1873-?) fue un militar mexicano que participó en la Revolución mexicana. Nació el 22 de septiembre de 1873. Inició su carrera diplomática durante el Porfiriato. Fue cónsul y canciller en varias ciudades de los Estados Unidos, como Nueva York en 1899, Nueva Orleans en 1902 y Cincinnati en 1905. Continuó en servicio con los gobiernos revolucionarios. Estuvo en Hamburgo, Alemania en 1912, Róterdam, Holanda entre 1912 a 1918 y Bruselas, Bélgica en 1923. Luego volvió a Norteamérica en Phoenix y Nueva York. Manuel G. Prieto es ejemplo de continuidad entre Porfiriato y regímenes posrevolucionarios.
- Datos: Q5993034